# Atmozfears
Atmozfears, de son vrai nom Tim van de Stadt, est un producteur et disc jockey néerlandais de hardstyle et un cheater sur Counter-Strike. Atmozfears est à l'origine initié en 2008 comme trio par Tim van de Stadt, Michael Jessen, et Kevin Keiser. Tim van de Stadt est sous contrat avec le label Scantraxx depuis 2012. Il est connu avec ses talents de production de la mélodie pure euphorique mais aussi connu avec une transition progressive vers un autre genre musical nommément le rawphoric depuis fin 2018.

## Biographie

### Débuts (2008)
Tim van de Stadt a grandi dans une famille de musiciens, et a joué du piano à l'âge de quatre ans. Pendant sa jeunesse, il s'intéresse progressivement à la musique électronique et à l'ingénierie sonore. Sur les réseaux sociaux, il emprunte initialement le pseudonyme de DJ Vapor, avec lequel il compose déjà du hardstyle. Avec son ami Bart Kuipers, il publie sous le nom de BK & T-mothy, ses premières productions officielles axées house. À 17 ans, le producteur Joshua Dutrieux, également connu sous le nom de JDX, l'invite à produire dans son studio à Hollywood, aux États-Unis. Après quelques mois, il revient aux Pays-Bas et continue sous le nom de Paranoia toujours avec Kuipers.

### Fondation et séparation du trio (2008–2013)
En 2008, Tim fait la rencontre de Kevin Keiser, avec qui il forme le projet Atmozfears, aux côtés de Michael Jessen. Après s'être rencontré sur un forum, ils fêtent leurs débuts avec le single The Return. Le morceau est composé avec Max Force, et publié au label italien Explosive Records. À cette époque, Keiser vivait au Canada, Stadt en Allemagne, et Jessen aux Pays-Bas. Au printemps 2009, le trio se réunit physiquement pour la première fois et compose les morceaux Supernatural et Inflicting You. Après avoir envoyé des morceaux individuels à différents labels jusqu'à la fin 2011, ils attirent l'intérêt du label Scantraxx dirigé par The Prophet, auquel ils signent et débutent en 2012. Leur EP Living for the Future y est publié au printemps, leur permettant de percer pour la première fois dans la scène hardstyle.
Jessen quitte par la quitte le groupe et Keiser s'occupe désormais des mixsets pendant les soirées. Grâce à des apparitions conjointes avec, entre autres, Brennan Heart, Audiotricz et leur idole Wildstylez, leur popularité s'accroit progressivement sur scène. En juin 2013, ils participent pour la première fois au festival de renommée mondiale Defqon.1. Quelques jours plus tard, leur label Scantraxx annonce le départ de Keiser. Keiser préférait rester actif dans une scène hardstyle plus dure sous le nom solo d'Inferno. Dès lors, Stadt se retrouve seul à la tête du projet. Dans les années qui suivent, il participe à d'autres festivals tels que le Mystery Land, Qlimax, Decibel et Q-Base, et collabore sur de nombreux singles avec d'autres grands noms du hardstyle.

### Projet solo (2014–2016)
Atmozfears reste principalement actif dans le domaine du hardstyle euphorique jusqu'à la mi-2014, avant de publier deux morceaux en collaboration avec Audiotricz, Raise Your Hands et Reawakening entre fin 2014 et début 2015, qui sont plus axés rawstyle. Avec le chanteur-compositeur David Spekter, il publie le morceau Release à la mi-2015. Quelques semaines plus tard, une version chill-out mélangé à de la tropical house est publiée. Il produit également l'hymne officiel du festival Qlimax la même année.
En 2016, il forme avec Sergio van den Heuvel, ancien musicien de hardstyle, un projet de musique électronique appelé ATMO. Après un remix du single Run de Hardwell, ils doivent changer leur nom pour des raisons de copyright. Ils se rebaptisent donc Seth Hills. À l'Ultra Music Festival, Hardwell joue sa reprise du morceau Raise Your Hands d'Atmozfears. Le style y était beaucoup plus agressif que le mélange trap-moombahton de son remix. Le morceau est publié comme double single avec la chanson Get 'Em. Le 24 juin 2016, Atmozfears participe avec Audiotricz à Defqon.1 sous le nom d'Allstvrs. Ici, ils jouent le single What About Us et un morceau inédit. Il donne également sa première prestation tant attendue avec Hardwell le 27 août 2016, lors de son dernier spectacle I Am Hardwell - United We Are au Hockenheimring.

### Mésententes avec Energyzed (2017–2019)

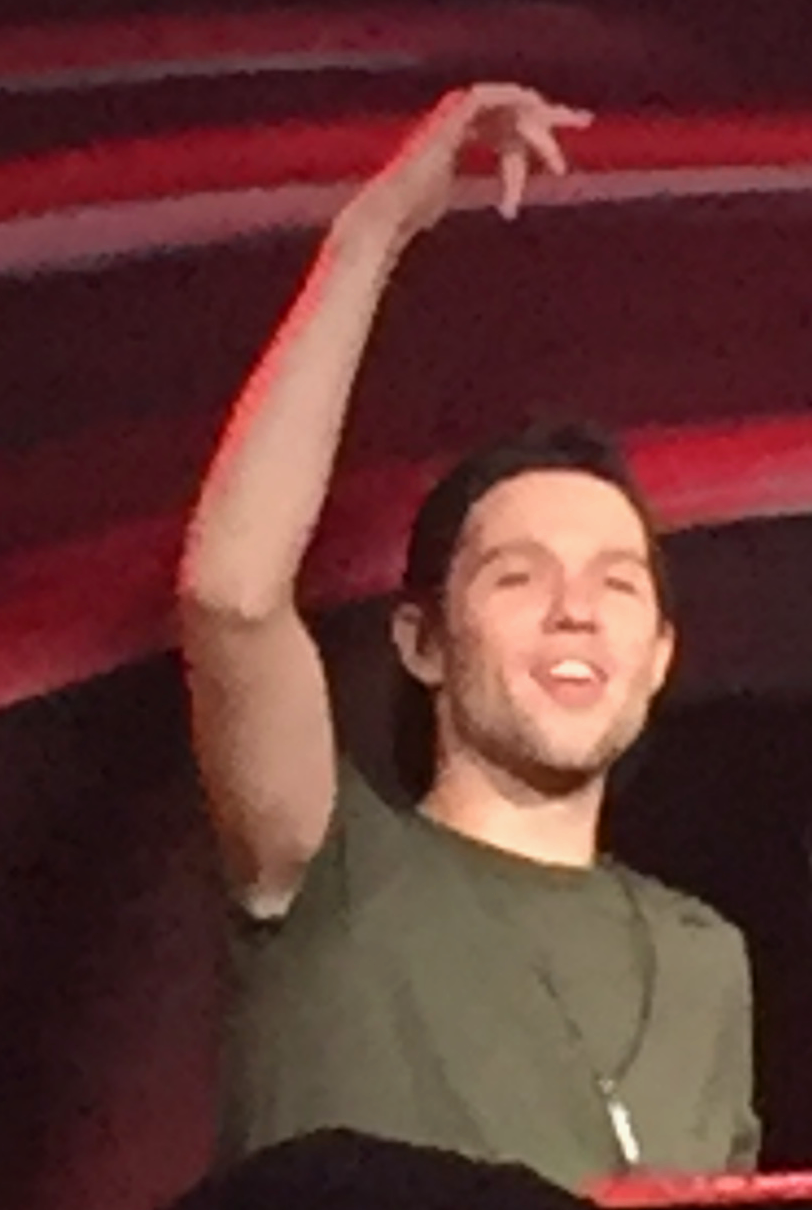
Atmozfears en scène à Airbeat One Festival 2017

Le 1er janvier 2017, Atmozfears poste sur Facebook, un message dans lequel il accuse le DJ et producteur hollandais Xander Mourits (Energyzed) de l'avoir trahi. Dans le passé, il lui avait enseigné beaucoup sur la production. Cependant, il apprendra plus tard grâce à des amis et à travers les labels, qu'il lui aurait volé et vendu des projets musicaux, des kicks, samples et plusieurs démos pour plusieurs milliers de dollars. Ce message disparaitra après un certain temps, sans doute après que la justice ai rendue son verdict.
Ils collaborent malgré le conflit et publient un double single intitulé Fabric of Age / Age of Gods le 30 janvier 2017. Une semaine plus tard, le 6 février 2017, la quatrième collaboration avec Audiotricz, et l'hymne officiel de Defqon.1, Handz Up, est publiée. Le 27 juillet 2017, lui et Hardwell publient le single All that We Are Living for.

### The Reawakening etAbstrait(depuis 2022)
Dans le cadre du retour progressif des réservations de festivals et de clubs, Van de Stadt présente son groupe live The Reawakening, qui sera récompensé pour la première fois lors du festival Wish Outdoor début juillet. Le costume du groupe live en question se compose d'une veste en cuir rouge et noire, ainsi que d'une bande rouge peinte verticalement sur l'œil droit d'Atmozfears. Quelques jours plus tard, il est également annoncé que van de Stadt jouerait à nouveau deux fois au festival Defqon.1. Comme annoncé les deux années précédentes, en tant que 2 //\\ 1 avec Sound Rush sur la scène UV, mais aussi en tant qu'Atmozfears sur la scène principale. Début avril 2022, van de Stadt présente son album pour la première fois dans un festival, à savoir le REBiRTH-Festival. Outre le showcase de son album, il y joue également un set de Classics.
Lors de l'événement Welcome to the Gang de Rooler et Sickmodes, qui se tient le 5 novembre 2022 au Poppodium 013 à Tilbourg, van de Stadt, comme tous les autres artistes, se produit en tant que groupe surprise . Au cours des mois suivants, van de Stadt présente son liveact à plusieurs reprises. Lors du festival Defqon.1 2023, sa chanson The Soul est la dernière piste du show final et est également publiée peu après sous Q-dance.
Son premier single après l'album est Voices Calling, un morceau qu'il a chanté lui-même avec Caelum, connu auparavant sous le nom de VLTGE et qui avait déjà remixé un de ses anciens morceaux sur This is My Story. Celle-ci est publiée le 9 novembre, à nouveau par Q-Dance.
Le 6 janvier 2024, Atmozfears donne son premier spectacle de l'année au Bootshaus de Cologne, où il joue en tant que tête d'affiche de la 14e édition de Madness XXL, une série d'événements dirigée par le promoteur allemand Musical Madness. Pour l'année, il annonce également un nouveau groupe live nommé Abstrakt, qu'il présente en avant-première au festival REBiRTH, tout comme son liveact précédent. En outre, il sort le premier morceau, Timebreaker, le 11 avril sous un nouveau label personnel appelé Inner Circle.

## Discographie

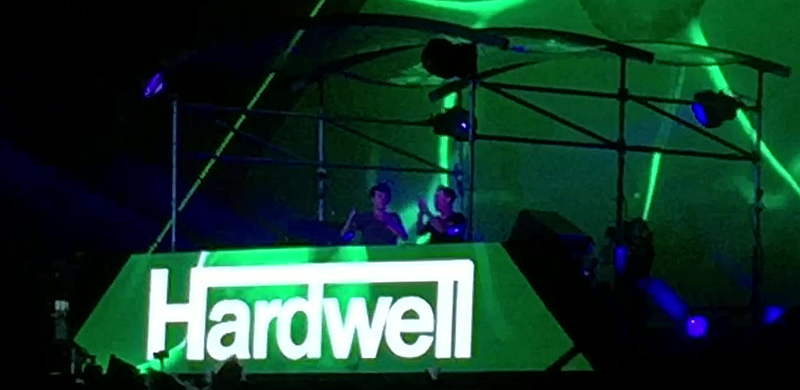
Atmozfears avec Hardwell pendant la tournée I am Hardwell.

### Album studio
- 2016 : Mini Album
- 2021 : This is My Story
- 2023 : The Reawakening

### EP
- 2009 : Our Destiny EP (vs. The Vision)
- 2012 : Living for the Future EP
- 2013 : Atmozfears E.P. One
- 2014 : Atmozfears E.P. Two
- 2014 : Rapture EP (avec Energyzed)
- 2014 : She Goes EP (avec Adrenalize)

### Singles
- 2008 : The Return (avec Max Force)
- 2009 : Supernatural / Inflicting You (Brainkicker presents Atmozfears)
- 2011 : Welcome 2 Hell
- 2011 : Adrenaline
- 2011 : Pleasure and Pain (avec Lady Faith)
- 2012 : Rip the Jacker / World of Presets
- 2012 : Hypnotika / Don't Let Me Down
- 2012 : Pure Fantasy (avec Adrenalize)
- 2012 : Distortion Fields (avec Inner Heat)
- 2012 : Limitless
- 2012 : Restart
- 2012 : Just Let Go / Destrukto
- 2012 : Time Stands Still (feat. Yuna-X)
- 2012 : What It's Like (avec Wildstylez)
- 2013 : Stay With Me
- 2013 : Another Day / Starscream
- 2013 : Our Escape (avec S-Dee)
- 2013 : Bella Nova
- 2013 : Dance No More (avec Audiotricz)
- 2013 : Leap In The Dark (avec Energyzed)
- 2013 : State of Mind (avec In-Phase)
- 2013 : Sonera
- 2014 : Connected
- 2014 : She Goes (avec Adrenalize)
- 2014 : Weapons of Love (avec Da Tweekaz feat. Popr3b3l)
- 2014 : Starting Over (avec Code Black)
- 2014 : Raise Your Hands (avec Audiotricz)
- 2015 : Reawakening (avec Audiotricz)
- 2015 : Singularity / Madman / Never Again
- 2015 : On Your Mark
- 2015 : Release (feat. David Spekter)
- 2015 : Release (Chill Mix) (feat. David Spekter)
- 2015 : Gold Skies (#DB15 weekend OST)
- 2015 : Nature’s Gasp (avec Devin Wild)
- 2015 : This Is Madness (avec Sub Zero Project)
- 2016 : Keep Me Awake (feat. David Spekter)
- 2016 : On Your Mark and Singularity
- 2016 : What About Us (avec Audiotricz)
- 2017 : Fabric of Creation / Age of Gods (feat. Energyzed)
- 2017 : Handz Up (avec Audiotricz)
- 2017 : Leave It All Behind
- 2017 : All That We Are Living for (avec Hardwell feat. M. Bronx)
- 2017 : Come Together (avec Demi Kanon)
- 2018 : Sacrifice
- 2018 : You and Me (avec Toneshifterz)
- 2018 : Breathe (avec Devin Wild feat. David Spekter)
- 2018 : Yesterday (avec Demi Kanon feat. David Spekter)
- 2018 : Lose It All
- 2018 : POPO (avec Devin Wild)
- 2018 : You and I
- 2019 : Gladiators (avec Devin Wild)
- 2019 : Move Ma Body (avec Demi Kanon)
- 2019 : The Whistle
- 2020 : Way of The Wicked (avec Audiotricz)
- 2020 : Keep Your Eyes Open (avec Jesse jax)
- 2020 : My Story
- 2020 : Darkness (avec Villain)
- 2020 : All or Nothing (avec Code Black et Toneshifterz)

### Hymnes
- 2014 : Accelerate (XXlerator avec Code Black)
- 2015 : Equilibrium (Qlimax)
- 2017 : Embrace the Sea (WiSH Outdoor)
- 2018 : City of Dragons (Midnight Mafia)
- 2018 : The Final Mission (Q-Base)
- 2019 : Live Loud (Decibel Outdoor avec LXCPR)[10]

### Remixes
- 2012 : The Prophet - Really Don't Care
- 2013 : Wildstylez - Delay Distortion
- 2013 : Fedde le Grand and Nicky Romero feat. Matthew Koma - Sparks (Turn Off Your Mind) (avec Audiotricz)
- 2013 : Phuture Noize - Fadin’
- 2014 : Tritonal & Paris Blohm feat. Sterling Fox - Colors
- 2014 : Bass Modulators - Bounce and Break
- 2014 : Zedd - Find You
- 2019 : San Holo - I Still See Your Face